# Dustin Keller

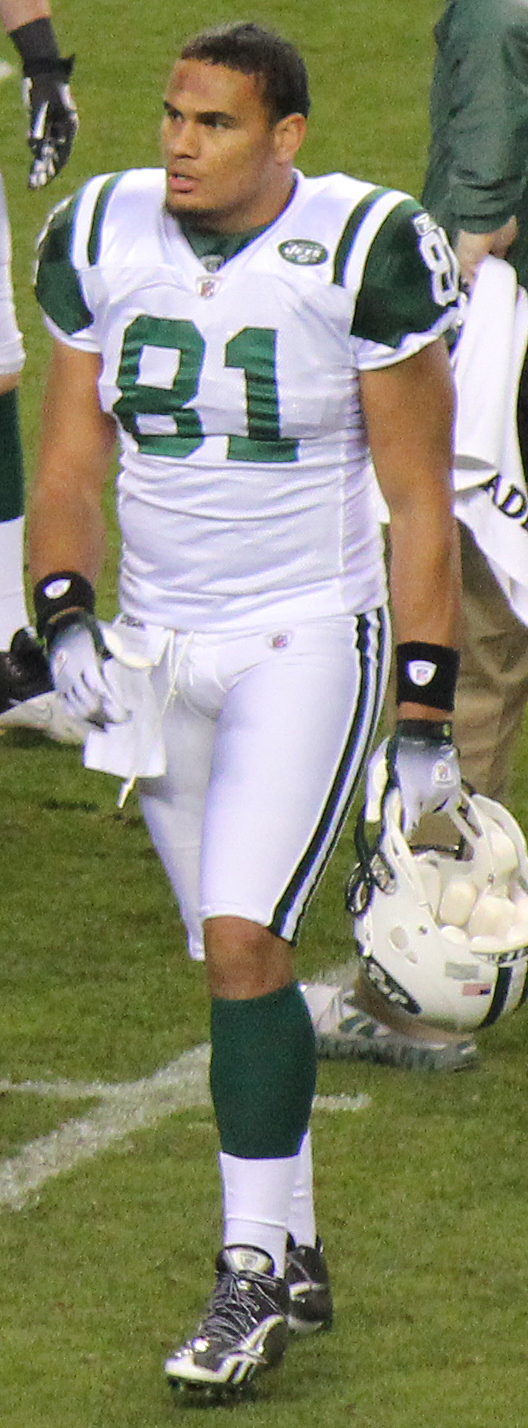
Keller em 2011.

Dustin Kendall Keller (25 de setembro de 1984, Lafayette, Indiana) é um ex jogador de futebol americano que atuava como tight end na National Football League. Foi escolhido na primeira rodada do Draft de 2008 da NFL pelo New York Jets sendo o 30º no geral. Jogou futebol americano universitário pela Universidade de Purdue.  

## Carreira como profissional

### New York Jets
Keller foi draftado pelo New York Jets em 2008. Ele foi lentamente se adequando ao ataque do time de Nova Iorque e chegou a fazer bons números com a chegada do veterano QB Brett Favre. Keller terminou sua primeira temporada com 48 recepções para 535 jardas e 3 touchdowns. Em 2009, Keller fez 2 touchdowns e 522 jardas em 45 recepções.

### Miami Dolphins
Keller assinou contrato com o Miami Dolphins no dia 15 de março de 2013. Em 17 de agosto de 2013, Keller sofreu uma contusão no joelho durante a pré-temporada em um jogo contra o Huston Texans, ele rompeu os ligamentos e deslocou o joelho. No dia 20 de agosto, os Dolphins colocaram Keller na lista de machucados. Ele foi dispensado logo depois.

## Prêmios e números
- Honorable mention All-Big Ten (2006)
- Second-team All-Big Ten (2007)
- Semi-finalista do John Mackey Award (2007)

- Recepções: 241
- Jardas recebidas: 2 876
- Touchdowns: 17